# Baie de Laizhou
La baie de Laizhou, en mandarin simplifié 莱州湾, en mandarin traditionnel 萊州灣, en pinyin Láizhōu Wān, est une baie située dans la mer de Bohai en mer Jaune.
La baie baigne les côtes de la péninsule du Shandong à l'est et au sud et du delta du fleuve Jaune à l'ouest, dans la province du Shandong. Ce delta se distingue par une importante croissance à cause de la charge sédimentaire élevé de ce fleuve.

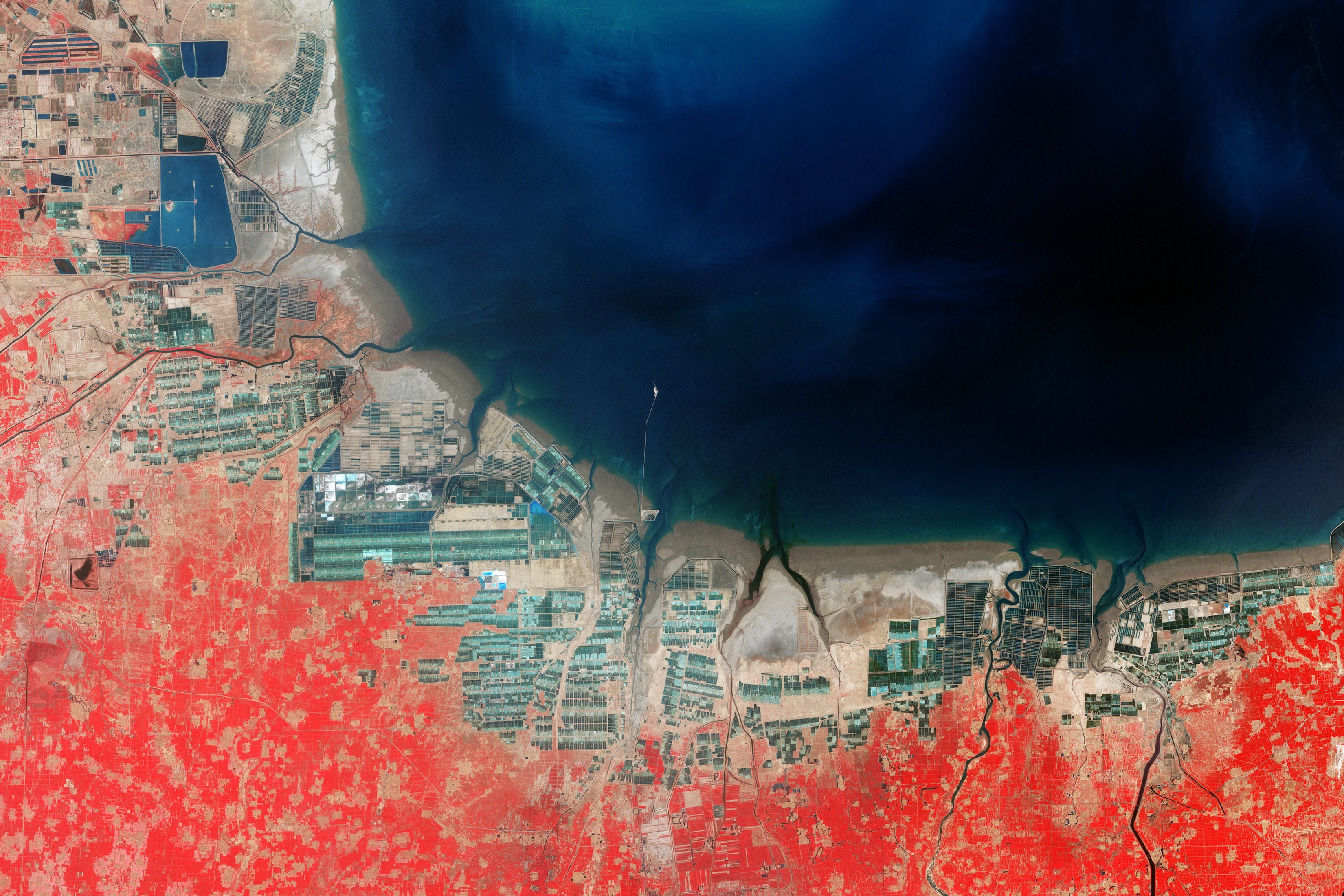
Image satellite de bassins d'élevage de crevettes et de marais salants sur le littoral de la baie de Laizhou au sud du delta du fleuve Jaune.